# Francisco Salgado Zenha

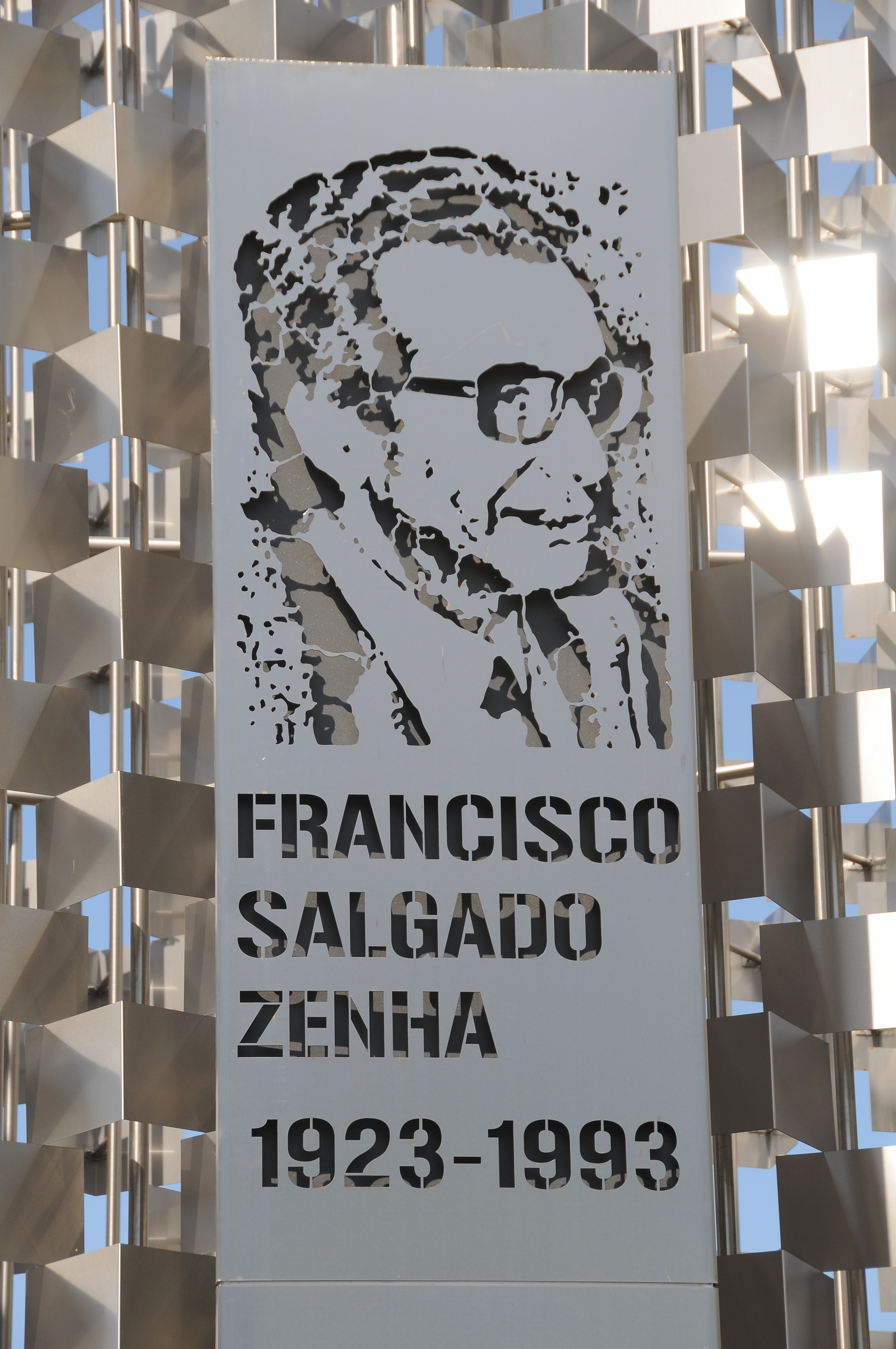

Francisco Salgado Zenha (Braga, 2 de mayo de 1923-Lisboa, 1 de noviembre de 1993) fue un destacado jurista y político portugués.
Salgado estuvo muy activo en la oposición estudiantil al régimen fascista de António de Oliveira Salazar, en 1945 fue uno de los fundadores del ala juvenil del Movimiento de Unidad Democrática (MUD). Debido a sus actividades, fue encarcelado en diversas ocasiones. Además, participó en las campañas presidenciales a las elecciones manipuladas por el régimen de candidatos opositores como Norton de Matos y Humberto Delgado. 
En 1973 fue uno de los fundadores del Partido Socialista (PS) junto con Mário Soares. Antes de la caída de la dictadura, se destacó como abogado defensor de numerosos activistas antifascistas y anticolonialistas. Tras la Revolución de los Claveles de 1974, fue nombrado ministro de Justicia en los cuatro primeros gobiernos provisionales y ministro de Finanzas del quinto. Entre 1974 y 1982 fue diputado por el Partido Socialista y miembro de su Comité Ejecutivo. A pesar de ello, a partir de 1980 comenzó a distanciarse del PS y de Mário Soares por su apoyo a la candidatura presidencial del general Ramalho Eanes.
En 1986 presentó su candidatura a la presidencia de la República, con el apoyo del Partido Comunista Portugués (PCP) y el Partido Renovador Democrático (PRD). Obtuvo el 20,9 % de los votos, pero al no pasar a la segunda ronda, se retiró de la política.
- Datos: Q7404412
- Multimedia: Francisco Salgado Zenha / Q7404412